# أوباغن
 أوباغن ، (بالإنجليزية: Aubagne)، (الفرنسية:oˈbaɲ)، هي بلدية فرنسية في إقليم بوش دو رون، في منطقة إقليم ألب كوت دازور، في جنوب فرنسا.

## معرض صور

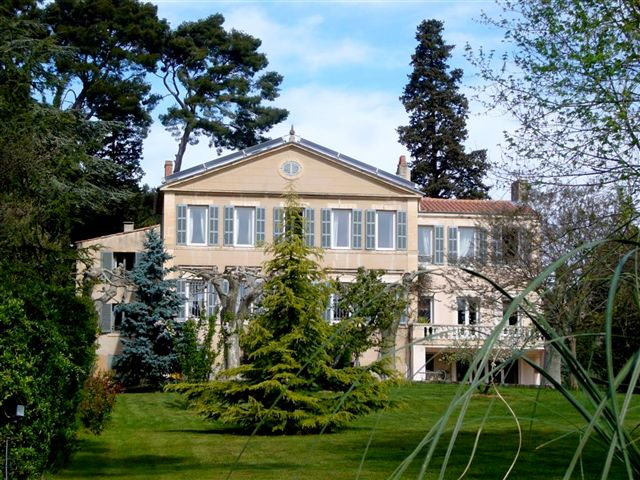
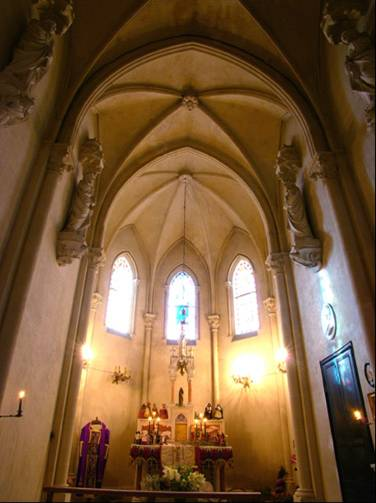
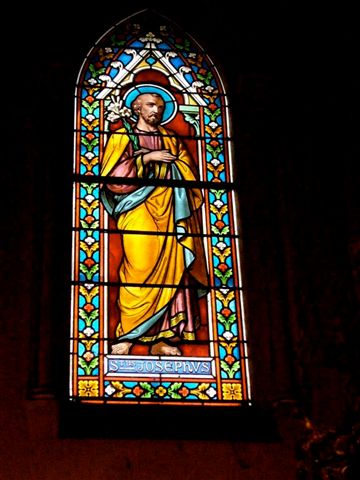

## أعلام
- مارسيل بانيول
- فلوريان غيسولفي
- جوزيف غونزال
- كلود سيكارد
- أدولف هاردي
- آلان برنارد
- فابيان باريون